# Cymothoa exigua
Espèce
Cymothoa exigua ou pou mange-langue est un crustacé parasite de la famille des Cymothoidae. 
Mesurant en moyenne entre 3 et 4 cm de long, il se développe en parasitant des poissons, plus précisément en s'agrippant aux vaisseaux sanguins de la langue des poissons.

## Parasitisme
Ce parasite se fixe à la base de la langue du Vivaneau rose (Lutjanus guttatus), après avoir pénétré la bouche de ce poisson en passant par ses branchies. Il extrait alors du sang de la langue à l’aide des griffes de ses trois premières paires de pattes antérieures. Plus le parasite croît, moins la quantité de sang qui parvient à la langue du Vivaneau est importante. Celle-ci finit alors par s’atrophier et tomber par manque d’apport sanguin. 
Le parasite en profite alors pour remplacer fonctionnellement l’organe manquant en fixant son corps sur les fibres musculaires du moignon restant, d'où son surnom de « tongue-eating louse » (littéralement « pou mangeur de langue »).
Le poisson est alors capable d’utiliser le parasite comme une langue normale. Une fois la langue atrophiée, le parasite ne semble plus causer aucun dommage à son hôte, et bien que quelques spécimens se nourrissent encore du sang du poisson, la majorité des parasites se mettent à se nourrir de son mucus. La nourriture ingérée par le poisson ne semble pas intéresser le parasite. Il s’agit d’un cas unique de parasitisme menant au remplacement complet et fonctionnel d’un organe.
Le genre Cymothoa comprend de nombreuses espèces mais seule l’espèce Cymothoa exigua est connue pour cette forme particulière de parasitisme.

## Répartition
En 2005, un poisson parasité par Cymothoa exigua a été découvert au large des côtes anglaises, alors que ce parasite se rencontre normalement aux alentours de la Californie. Ceci suggère que le territoire occupé par cette espèce est en expansion. Il peut cependant s’agir d’un cas isolé. L’animal en question sera exposé au Musée Horniman, à Londres.
Il existe depuis plus de 20 ans en Croatie.[réf. nécessaire]

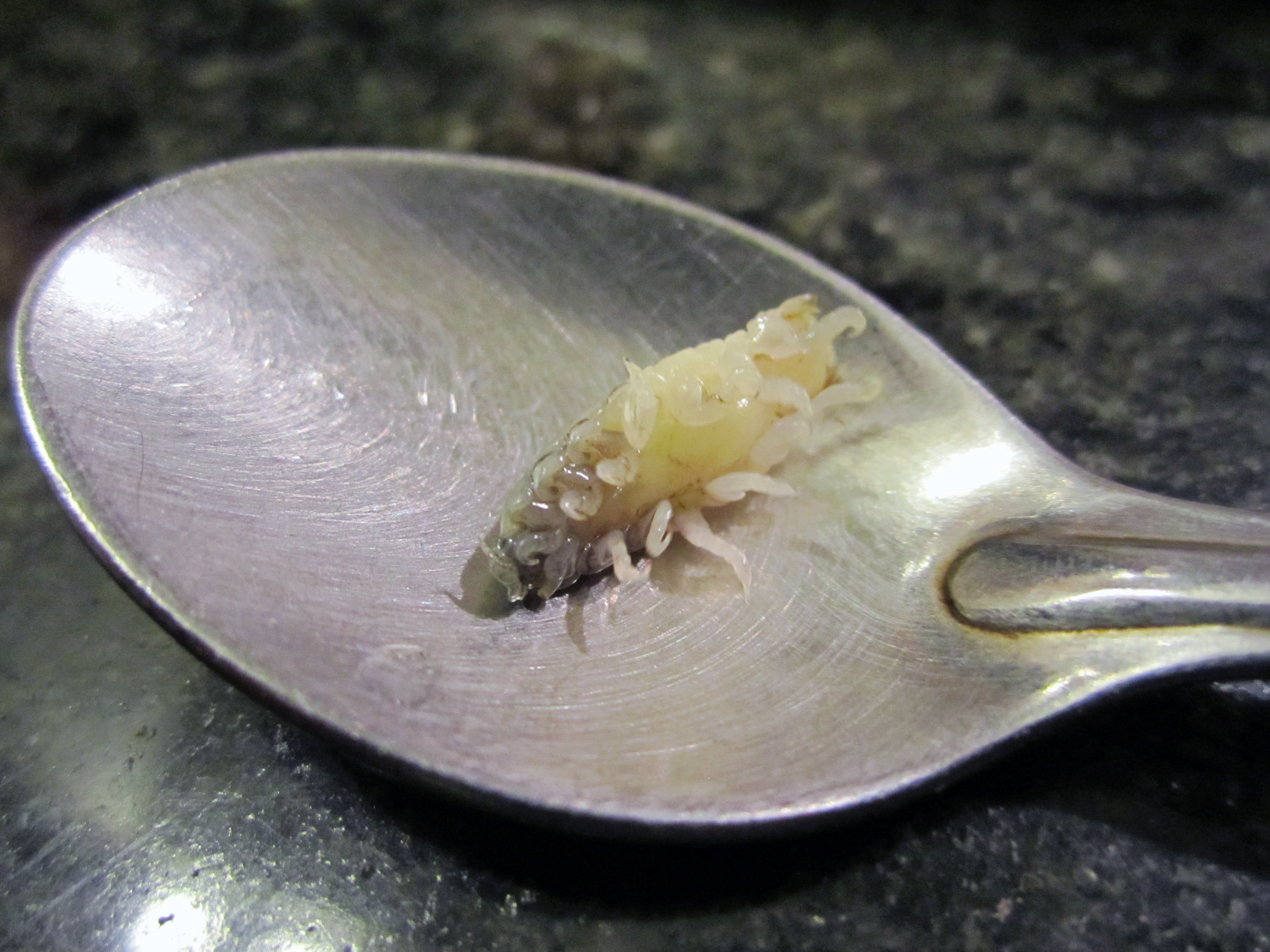
Cymothoa exigua
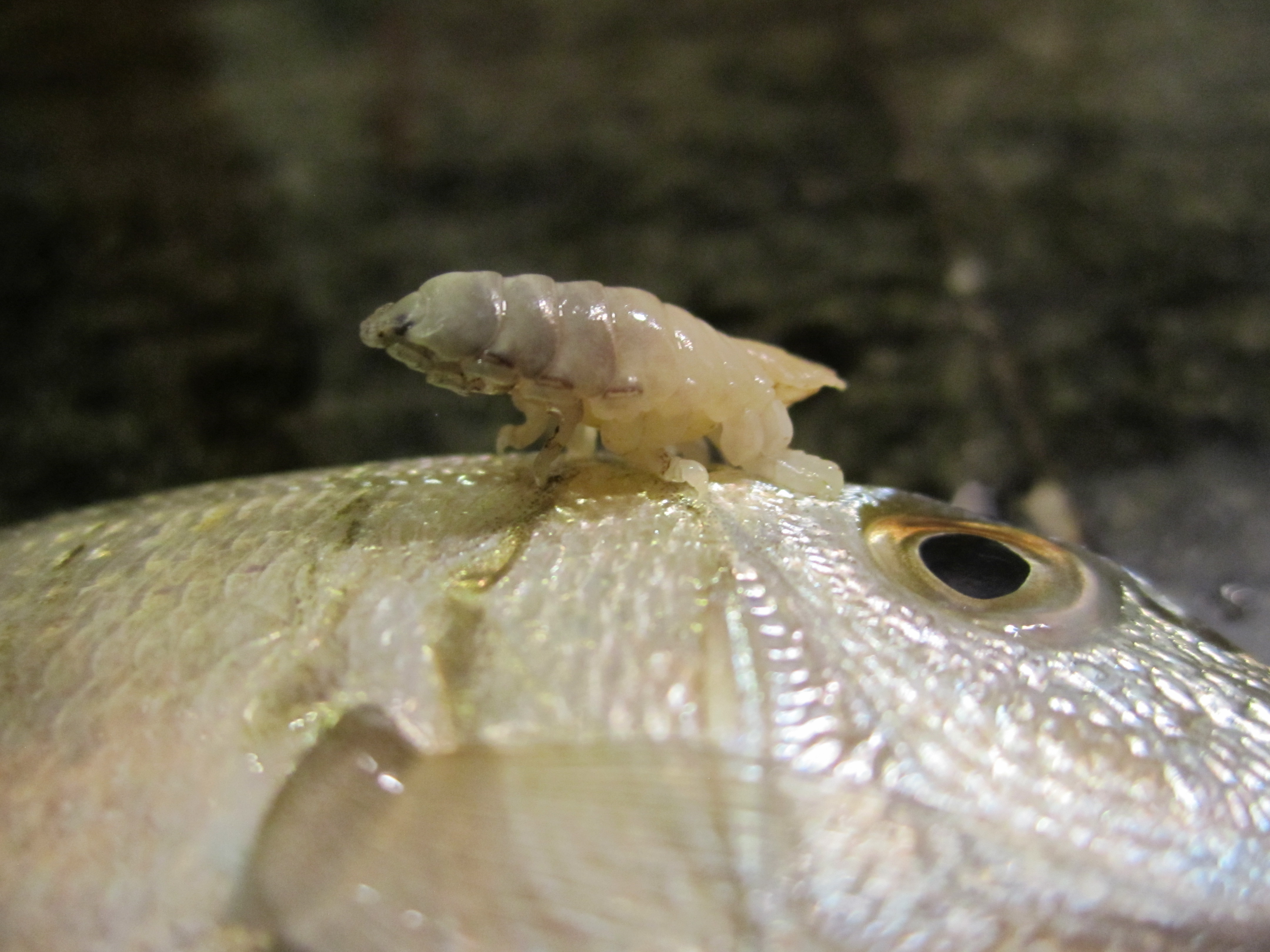
Cymothoa exigua tentant de s'introduire dans le corps d'un Marbré
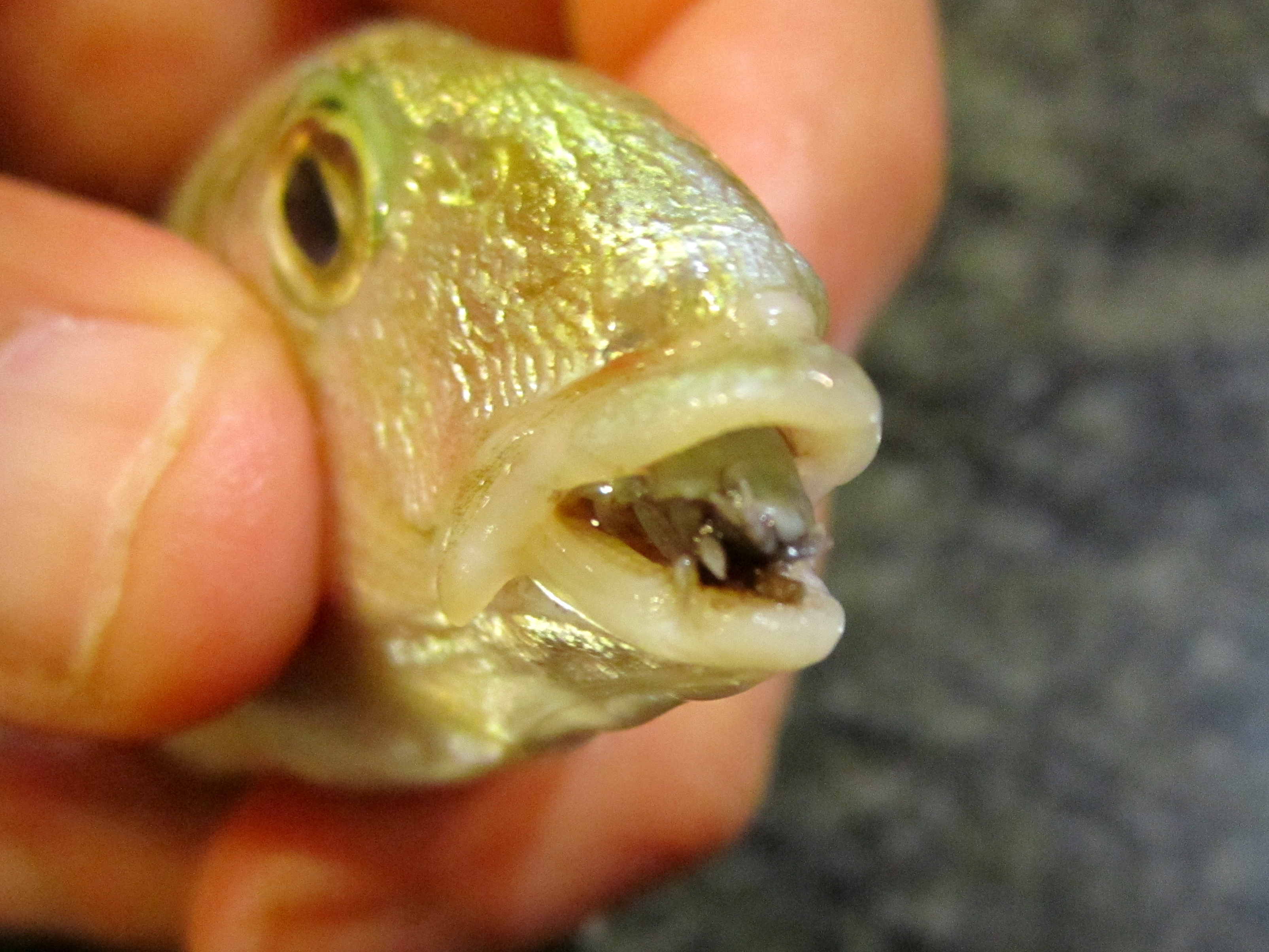
Cymothoa exigua parasitant un Marbré
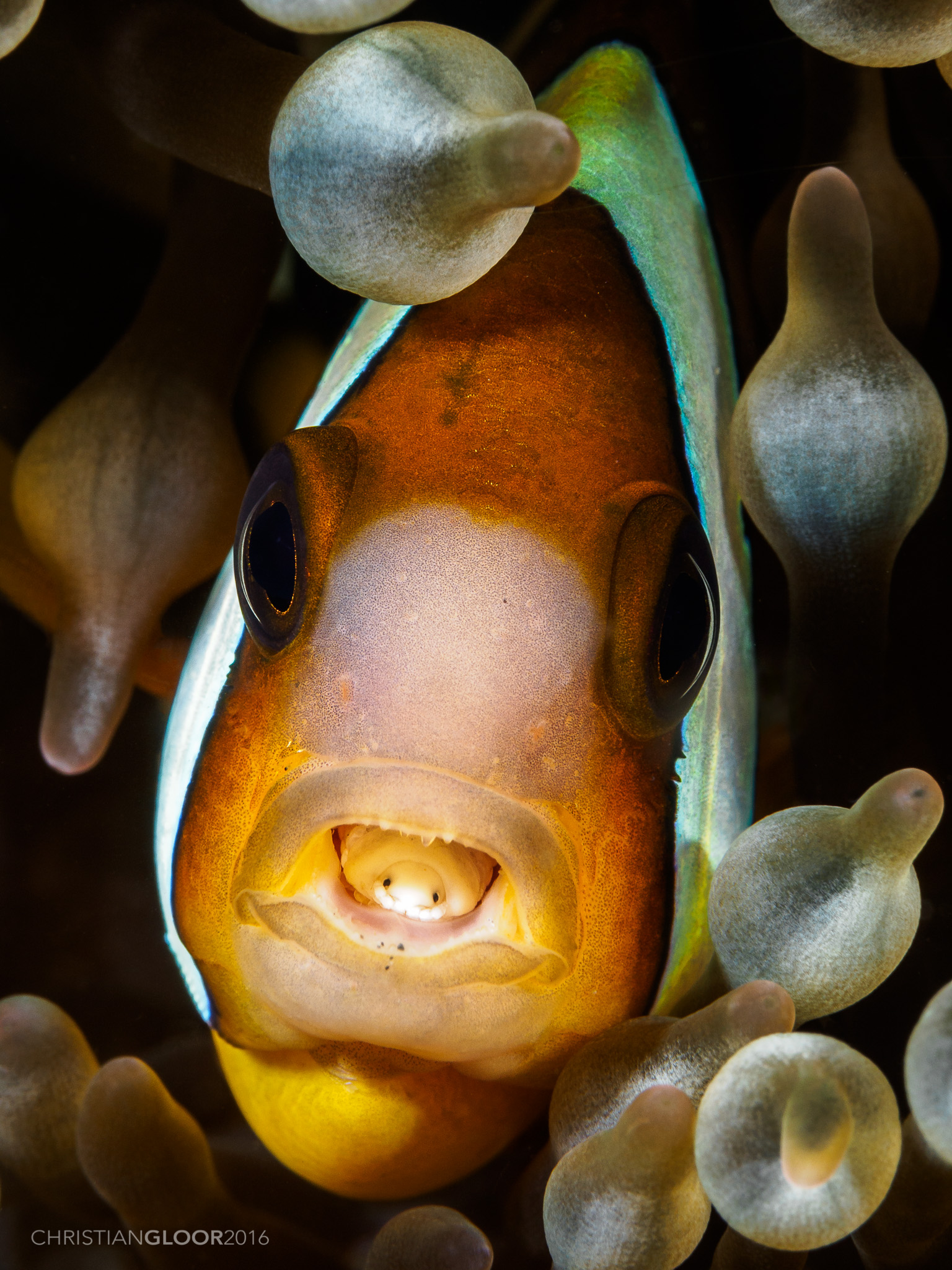
Cymothoa exigua parasitant un Poisson-clown de Clark